# Torremenga
Torremenga es un municipio y localidad española de la provincia de Cáceres, en la comunidad autónoma de Extremadura. El término municipal tiene una población de 616 habitantes (INE 2024).

## Geografía física
El término municipal de Torremenga se localiza en una zona de transición entre las vegas del Tiétar y la sierra de Gredos, a 30 km de Plasencia. Sus altitudes oscilan entre los 390 y 600 m sobre el nivel del mar. 
El clima es de tipo mediterráneo continental. La temperatura media anual es de 16 °C. Los inviernos sueles ser suaves, con una temperatura media de 8 °C y el verano es seco y caluroso con una temperatura media de 26 °C. La precipitación media anual es de 1013 mm, siendo el invierno la estación más lluviosa y el verano la más seca.

## Historia
Parece ser que el nombre le viene dado por una vieja torre, probablemente visigoda, situada al noroeste de la población: Torre Menguada. En 1311, junto con Garganta y con Pasarón, pasa a formar parte de un señorío creado por el rey Alfonso XI de Castilla. Este más tarde lo acaba donando al infante Don Alfonso de La Cerda. Tras pasar por varias casas señoriales, en tiempos de Carlos III se hace villa.
A mediados del siglo XIX, el lugar contaba con una población censada de 273 habitantes. La localidad aparece descrita en el decimoquinto volumen del Diccionario geográfico-estadístico-histórico de España y sus posesiones de Ultramar de Pascual Madoz de la siguiente manera:

TORREMENGA: v. con ayunt. en la prov. y aud. terr. de Cáceres (18 leg.), part. jud. de Jarandilla (2), dióc. de Plasencia (6), c. g. de Estremadura (Badajoz 32). sit. en una hondonada rodeada de cerros á la falda de la sierra de Tormantos; es de clima templado; reina principalmente el viento S., y se padecen intermitentes de todos tipos. Tiene 30 casas; pósito sin fondos; igl. parr. (Santiago) con curato de primer ascenso y provision ordinaria; el edificio, á 200 pasos N. fuera del pueblo, está arruinado la mayor parte, por cuya razon está habilitada de parr. la casa del cura; el cementerio está unido á la igl., y la torre se halla separada á cosa de 100 pasos; fundada sobre una peña, dicen los naturales ha sido una atalaya militar. Se surte de aguas potables en una fuente de las inmediaciones, y para los usos domésticos en un pozo que hay en la plazuela. Confina el térm. por N., E. y S. con el de Jaraiz; O. Pasaron, á dist. de 500 pasos á 1/4 leg., y comprende la deh. boyal de 350 fan. de cabida de puro pasto; un coto de 80 fan. poblado de matarraña; 6 fan. de viña, 8 de olivos, 9 de pimientos, lino y legumbres; 14 de castaños, morales y otros frutales, y una de prado. Le baña un arroyo con varias fuentes, que se aprovechan para el riego. El terreno participa de llano y ladera, de calidad arcillosa, algunas porciones de miga, y regularmente fértil. Los caminos vecinales, pasando á 1/2 cuarto leg. el que de Plasencia conduce por la Vera al puerto del Pico. El correo se recibe en Jaraiz. prod.: pimiento, patatas, aceite, vino, castaña y centeno; se mantiene ganado cabrío, yuntas de labor y gusano de seda, y se cria caza menor. comercio: se esporta el pimiento y la seda, introduciendo granos. pobl.: 50 vec., 273 alm. cap. prod.: 307,700 rs. imp.: 17,885. contr.: 1,874 reales 30 maravedises.
Esta v. fue donada en 2 de mayo de 1369 á D. Alfonso, hijo del infante D. Fernando, y correspondió últimamente al señ. del duque del Arco.
(Madoz, 1849, p. 93)

## Demografía
Torremenga cuenta con una población de 616 habitantes (INE 2024).
| Gráfica de evolución demográfica de Torremenga entre 1842 y 2021                                                    |
| |
| Población de derecho según los censos de población del INE Población de hecho según los censos de población del INE |

## Administración y política

### Reparto de ediles
El Ayuntamiento de Torremenga está formado por 7 concejales. Los resultados de las elecciones municipales en Torremenga en las elecciones Municipales de mayo de 2023 resultaron en 4 concejales para el Partido Popular (202 votos) y 3 concejales para el PSOE (169 Votos). BOE 07-09-2023

## Transportes
La localidad está atravesada de oeste a este por la carretera EX-203, llamada aquí avenida de la Constitución, que recorre toda La Vera desde Plasencia hasta el límite con la provincia de Ávila.

## Patrimonio

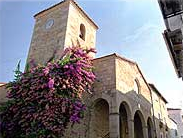
Parroquia de Torremenga.

Posee restos prehistóricos y romanos. Son típicos los soportales con pilares de granito. Aún se pueden ver restos visigodos. 
Iglesia parroquial católica bajo la advocación de  Santiago Apóstol, en la Archidiócesis de Mérida-Badajoz, Diócesis de Plasencia, arciprestazgo de Jaraíz de la Vera. El edificio es del siglo XVIII. 
También posee al lado del cementerio la torre que da nombre al pueblo.
Otros enclaves de interés son el bonito paraje conocido como Las Eras y Las Tejoneras, antiguo recinto dedicado a la trilla.

## Cultura

### Fiestas
- Ferias y Fiestas Populares (15 de agosto)
- Fiestas Patronales de Santiago (25 de julio)
- Nuestra Señora del Consuelo (8 de septiembre)
- La Quema del Judas (Sábado Santo)
- San Juan (24 y 25 de julio)

### Gastronomía
En la gastronomía de esta localidad tienen un especial interés sus estupendas carnes de cabrito y de cordero, tanto fritas como en caldereta, y con ese toque tan característico que le otorga el pimentón de la Vera (D.O. “Pimentón de la Vera”).
Tampoco hay que olvidarse de la matanza verata y de las carnes de cerdo que con ella se obtienen, ya que en Torremenga, al igual que en el resto de la Vera, supone otro plato que no podemos perdernos. La localidad pertenece a la zona de producción del jamón de denominación de denominación de origen “Dehesa de Extremadura”.
Tampoco podemos dejarnos atrás los productos de repostería, como perrunillas y torrijas. Y por último, citar también las frutas, principalmente la cereza por poseer además denominación de origen (“Cereza del Jerte”).

## Deportes
Para los aficionados a la pesca uno de los mejores lugares es el embalse de Robledo. 

## Personas notables
- Diosdado Simón Villares (1954-2002), investigador, biólogo, botánico, arboricultor y naturalista, divulgador de los árboles singulares de Extremadura.